# (1746) Brouwer
(1746) Brouwer es un asteroide perteneciente al cinturón exterior de asteroides descubierto el 14 de septiembre de 1963 por el equipo del Indiana Asteroid Program de la universidad de Indiana desde el observatorio Goethe Link de Brooklyn, Estados Unidos.

## Designación y nombre
Brouwer recibió inicialmente la designación de 1963 RF.
Más adelante se nombró en honor del astrónomo neerlandés Dirk Brouwer (1902-1966).

## Características orbitales
Brouwer está situado a una distancia media de 3,951 ua del Sol, pudiendo alejarse hasta 4,765 ua y acercarse hasta 3,136 ua. Su inclinación orbital es 8,368° y la excentricidad 0,2062. Emplea en completar una órbita alrededor del Sol 2868 días.
Brouwer forma parte del grupo asteroidal de Hilda.